# 华联控股
华联控股股份有限公司 （公司简称：华联控股，深交所：000036）是中国一家从事投资兴办实业，生产经营各种布料、服装、化纤和纺织机械，国内商业、物资供销业，物业開發丶自有物业管理，承接内引外联，“三来一补”业务的上市公司。公司总股本112388.771万股（2009年），总部位于深圳市深南中路2008号华联大厦11层1103室，法人代表为董炳根。
2020年10月，全國政協委員龔俊龍的恆裕集團聯手旗下恆裕資本入主